# Tastil
Tastil é um sítio arqueológico de um assentamento indígena pré-colombiano, do povo Diaguita Atacamenhos e Calchaquíes, localizado na província de Salta, na Argentina. Foi declarado como Patrimônio Mundial pela Organização das Nações Unidas para a Educação, a Ciência e a Cultura (UNESCO) em 2014, inserida no conjunto Qhapaq Ñan, (Caminhos Incas).

## História

### Origem e declínio
Ainda não se sabe quando se originou o assentamento, mas através de datação por carbono, verificou-se que o sítio foi habitado entre 900 d.C. e 1400 d.C. Em seu auge, o assentamento abrigou aproximadamente 3.000 habitantes. Acredita-se que o assentamento foi abandonado durante o domínio inca, quando a população foi subjugada e precisou trabalhar para manter o império.

### Descoberta e preservação
As ruínas foram descobertas por Eric Boman, em 1903; e estudos científicos mais aprofundados ocorreram entre 1967 e 1973, comandados por Eduardo Cigliano, através da Universidade de La Plata. O sítio foi declarado como Monumento Nacional em 1997, através do Decreto nº 1145, e Patrimônio Mundial, como sítio associado ao conjunto Qhapaq Ñan (Caminhos incas).

## Características
O sítio abrange uma área de 12 hectares, em uma altitude de 3.200 metros acima do nível do mar. Possui aproximadamente 1.114 estruturas, entre residências, ruas principais e secundárias, praças, lixões, sepulturas e currais. No assentamento havia setores para o cultivo e armazenagem, moagem dos grãos e locais para cerimônias, e foram encontrados muitos artefatos de outras regiões da Argentina e da costa do Chile, e também artefatos têxteis.

### Estruturas
As edificações foram construídas com paredes de 1 metro de espessura, feitas de lajes de pedra granodiorito, e nenhum tipo de argamassa. Havia edificações simples, com apenas um cômodo; e edificações complexas, com mais de um cômodo, e suas portas nunca saíam para ruas principais.

### Sepultamentos
Foram descobertos 105 sepultamentos, sendo a maioria dos túmulos no formato circular com paredes simples de pedras, colocadas, em sua maioria, em pé. Os sepultamentos eram feitos encostados às paredes das residências ou nos pátios internos. Junto aos enterros, foram encontrados artefatos funerários de cerâmica, madeira e osso. Em alguns sepultamentos foram encontrado gorros feitos de lã de lhama ou vicunha, datados do período entre 1349 d.C. e 1439 d.C.

### Petroglífos
Nas colinas circundantes ao sítio há em torno de 7.800 blocos com arte rupestre. Entre os desenhos está a representações de um calendário lunar, com 28 compartimentos; um calendário referente a gestação das lhamas, que era de uso importante para os nativos; e um calendário da gestação humana, com 9 compartimentos. Também há a representação de serpentes, que eram relacionadas à fertilidade; e a representação de emas, que eram consideradas os "arautos da chuva".